# Vornay
Vornay ist eine französische Gemeinde mit 586 Einwohnern (Stand 1. Januar 2022) im Département Cher in der Region Centre-Val de Loire. Sie gehört zum Arrondissement Bourges und zum Kanton Avord (bis 2015: Kanton Baugy).

## Geographie
Vornay liegt rund 20 Kilometer südöstlich von Bourges am Fluss Airin und seinem Zufluss Craon. 
Nachbargemeinden sind: Crosses im Norden, Jussy-Champagne im Nordosten, Osmery Im Südosten, Bussy und Dun-sur-Auron im Süden, Saint-Denis-de-Palin im Südwesten und Annoix im Westen.

## Bevölkerungsentwicklung
| Jahr      | 1962 | 1968 | 1975 | 1982 | 1990 | 1999 | 2008 | 2013 |
| Einwohner | 409  | 403  | 355  | 341  | 469  | 446  | 529  | 594  |